# Protesta

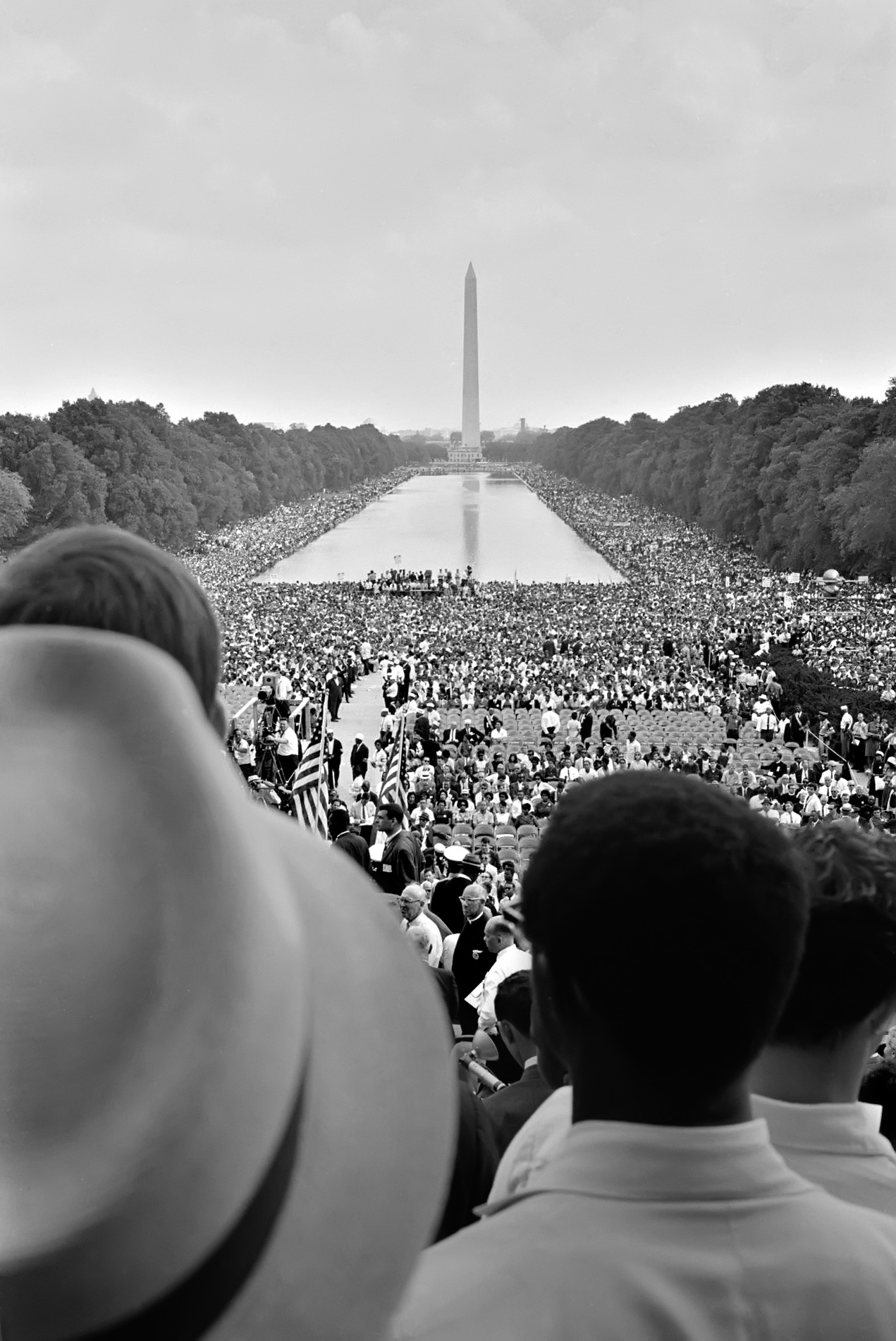
Marxa a Washington per la feina i la llibertat.

Una protesta és una expressió de testimoniatge per una causa concreta a través d'accions o paraules, en relació amb esdeveniments, polítiques o situacions. Les protestes poden ser de formes molt diverses, des de declaracions individuals fins a manifestacions massives. Els protestants poden organitzar una protesta com a manera de fer que les seves opinions tinguin ressò, per tal d'influenciar l'opinió pública o les polítiques del govern, o poden prendre acció directa per implementar ells mateixos els canvis que desitgen. Quan les protestes formen part d'una campanya sistemàtica i pacífica per aconseguir un objectiu concret, i fan ús de pressió i persuasió, les protestes es descriuen millor com a casos de resistència civil o resistència no-violenta.
Hi ha diverses formes d'expressió pública i protesta regulades per lleis del govern (com el requeriment de permisos de protesta), circumstàncies econòmiques, l'ortodòxia religiosa, estructures socials o monopoli de la premsa. Una reacció de l'estat és l'ús de policia antiavalots. Els observadors han trobat un increment en la militarització de la policia antiavalots. Quan ocorre, les protestes poden assumir la forma de desobediència civil, formes més subtils de resistència contra les restriccions, o pot passar a altres àrees com cultura i emigració.
Una protesta pot ser subjecte d'una contraprotesta. En aquest cas, els contraprotestants es manifesten en suport de la persona, política, acció, etc. que era subjecte de la protesta inicial. En algusn casos, pot haver-hi violència entre aquests grups de protestants.